# Leggi Acilie
Nel diritto romano per leggi Acilie (in latino, Leges Aciliae) si intendono differenti leggi:
- Acilia Minucia (201 a.C.), che confermava l'imperium di Scipione in Africa e per provocare il senatoconsulto che ricondusse a Roma l'esercito;
- De coloniis quinque deducendis (197 a.C.), erroneamente inclusa nelle leggi Acilie dato che il proponente fu il tribuno Atinio;
- Lex consularis de intercalando (191 a.C.), ritenuta e comprovata creazione della critica moderna;
- Lex Acilia rubria (123 a.C.), per permettere la partecipazione al culto di Giove Capitolino solo agli stranieri a ciò espressamente delegati;
- Lex Acilia repetundarum (123-122 a.C.), relativa al reato di concussione.